# Trichinellidae
Trichinellidae – rodzina nicieni.
Do tej rodziny zaliczane są następujące rodzaje nicieni:
- Trichinella